# 扁平半尾花介
扁平半尾花介（学名：Semicytherura compressa）为尾花介科半尾花介屬下的一个种。